# San Martino in Strada
San Martino in Strada (lombardul: San Martìn) település Olaszországban, Lombardia régióban, Lodi megyében. Lakosainak száma 3730 fő (2023. január 1.). San Martino in Strada Cavenago d’Adda, Cornegliano Laudense, Corte Palasio, Lodi, Massalengo és Ossago Lodigiano községekkel határos.

## Népesség
A település lakossága az elmúlt években az alábbi módon változott:
| Lakosok száma | 3681 | 3744 | 3730 |
|               | 2017 | 2018 | 2023 |